# Burg Lützelbach
Die Burg Lützelbach ist eine abgegangene mittelalterliche Spornburg auf 290 m ü. NN in Lützel-Wiebelsbach, einem Ortsteil der Gemeinde Lützelbach im Odenwaldkreis in Hessen. Die Anlage gilt als Stammburg der Reiz von Breuberg, welche später die nahe gelegene Burg Breuberg errichteten.

## Geographische Lage
Lützel-Wiebelsbach liegt im nordöstlichen Odenwald, und zwar im Gebiet des Buntsandstein-Odenwalds (Naturraum 144.68 Breuberg-Odenwald) im Tal des Lützelbachs, der wenige Kilometer nordwestlich in die Mümling mündet. Östlich der Ortschaft verläuft heute die hessisch-bayerische Landesgrenze. Die ehemalige Burganlage befand sich auf dem Gebiet der heutigen Lützelbacher Evangelischen Kirche und des Friedhofs, welche sich in markanter Höhenlage westlich des Dorfes befinden.

## Geschichte
Aus schriftlichen Quellen ist bekannt, dass sich die Herren von Breuberg zur Zeit ihrer frühesten Erwähnung im 12. Jahrhundert als Reiz de Luzelenbach nach dem Ort benannten. Der zugehörige Adelssitz wird traditionell im Bereich der Lützelbacher Evangelischen Kirche gesucht. Noch im 19. Jahrhundert sollen dort Mauern und ein Wehrturm abgebrochen worden sein.
Erstmals 1229 nennt sich Conrad I. nach der neu entstandenen Burg Breuberg nun „Reiz von Breuberg“ (Bruberc). Möglicherweise ist hierin der Aufstieg einer Adelsfamilie mit der Errichtung einer größeren Höhenburg als Lehen der Abtei Fulda greifbar. Das Geschlecht der Reiz von Breuberg war außerdem noch in der Wetterau begütert und stieg im 13. Jahrhundert zu einem der bedeutendsten Dynastengeschlechter der Region auf. Spätestens mit dem Aussterben der Breuberger im Jahr 1323 dürfte die Lützelbacher Burg ihre Bedeutung an den Breuberg verloren haben. Ein weiterer kleiner Niederadligensitz aus dieser späteren Zeit ist zwischen Lützelbach und Breuberg mit dem Mühlhäuser Schlößchen zu finden.

## Anlage
Beim Ausheben von Leitungsgräben wurden im September 2001 auf dem Lützelbacher Friedhof ungewöhnlich starke Mauerfundamente entdeckt und archäologisch dokumentiert. Freigelegt wurde eine 4,20 m starke Fundamentmauer aus Sandstein, die noch in einer Höhe zwischen 1,30 und 1,40 m im Erdreich erhalten war. Die Mauer wurde in Schalentechnik mit Sichtmauerwerk errichtet, möglicherweise handelt es sich um einen Kellerraum.
Der Befund wird als Bergfried interpretiert. Weitergehende Untersuchungen waren inmitten des modernen Friedhofs nicht möglich. Steine der abgebrochenen Burggebäude dürften in der heutigen Friedhofsmauer und der 1770–74 anstelle eines Vorgängerbaus errichteten Kirche zu finden sein. Vor Ort ist nichts zu erkennen, nur ein kleiner Hinweis auf der Friedhofstafel erinnert an die Burganlage.